# Temple de Tafa
Pour les articles homonymes, voir Tafa.
Le temple de Tafa (ou Taffeh) est un temple nubien datant de l'époque romaine aujourd'hui conservé au Rijksmuseum van Oudheden (musée national des Antiquités) de Leyde aux Pays-Bas, le second temple du site ayant été détruit au XIXe siècle.
À l'origine, il était situé entre les monuments de Kertassi et de Beit El Ouali.

## Un temple sauvé des eaux
Sous la présidence de Gamal Abdel Nasser, l'Égypte se lance, en 1954, dans la construction du haut barrage d'Assouan. Les eaux du lac ainsi généré vont alors engloutir la vallée du Haut-Nil depuis Assouan jusqu'à la cataracte de Dal au Soudan. Cette région connue depuis l'antiquité sous le nom de Nubie recèle d'importants trésors archéologiques dont de nombreux temples antiques. Aussi, en 1959, les gouvernements égyptien et soudanais demandent de l'aide à l'UNESCO afin de sauver ces sites.
Une vaste campagne internationale pour la sauvegarde des monuments de Nubie est alors engagée. De nombreux sites sont démantelés pour être reconstruits ailleurs dont le temple de Tafa en 1960.
Les Pays-Bas participant à cette vaste entreprise internationale, l'Égypte, pour les remercier, leur offre le temple de Tafa. De même, les États-Unis reçoivent celui de Dendour, l'Espagne, celui de Debod et l'Italie, celui d'Ellesiya.
Un des deux temples de Tafa, Gerf Hussein, la forteresse de Qouban (XIIe dynastie), le fort du Moyen Empire et le temple de la XVIIIe dynastie d'Aniba, ainsi qu'une partie de Kasr Ibrim seront engloutis par les flots du Nil.